# Red herring
Red herring (în traducere literală din engleză: hering roșu) este un termen englez cu înțeles metaforic, care exprimă conceptul a ceva care se dorește a fi o diversiune sau o distragere de la obiectivul original. În logica formală este numele dat unei erori logice în care cineva vrea să contraargumenteze prin argumente irelevante, inadecvate subiectului sau incorecte (vezi ignoratio elenchi).
Expresia a fost inventată de scriitorul William Cobbett în 1805, fiind folosită într-o poveste a unui copil mincinos. Etimologia cuvântului își are originea în sportul vânătorii de vulpi, unde, pentru a crea confuzie în rândul câinilor de vânătoare, se târa peste urmele lăsate de vulpi un hering afumat, uscat, care avea culoarea roșie.